# كارل إيست
كارل إيست (بالإنجليزية: Carl East)‏ هو لاعب كرة قاعدة أمريكي، ولد في 27 أغسطس 1894 في ماريتا في الولايات المتحدة، وتوفي في 15 يناير 1953 في وايتسبورغ في الولايات المتحدة.

## وصلات خارجية
- كارل إيست على موقعبيزبول رفرنس.كوم (الدوري الرئيسي) (الإنجليزية)
- كارل إيست على موقعبيزبول رفرنس.كوم (الدوري الثانوي) (الإنجليزية)